# Jack Champion
Jack Champion (nascido em novembro de 2004) é um ator americano. Ganhou notoriedade por seu papel como Spider em Avatar: The Way of Water (2022) e como Ethan Landry em Scream VI (2023).

## Vida e carreira
Champion nasceu em novembro de 2004 e mora em Blacksburg, Virgínia, onde foi criado por sua mãe, uma microbiologista. Ele começou a atuar aos oito anos, começando no teatro da escola. Em 2015, teve um pequeno papel na série documental American Genius.
Em 2017, aos 12 anos, Champion reservou um teste para o papel Spider do filme Avatar: The Way of Water. Porém, antes de ser escalado para o elenco do filme, ele teve um pequeno papel em Avengers: Endgame (2019) e estrelou o filme de terror The Night Sitter (2018). Champion, então, foi aprovado para o papel como Spider, um adolescente humano que vive entre os Na'vis em Pandora. As audições duraram cerca de quatro meses. O ator teve que gravar os filmes da franquia simultaneamente, em especial Avatar 3, de modo a evitar seu aparente envelhecimento.
Em 2023, Champion apareceu no slasher Scream VI. Em seguida, ele interpretará o filho do personagem de Liam Neeson em Retribution e estará no elenco de Freaky Tales.